# Brink (Schalkwijk)
De Brink is een plein in het Nederlandse dorp Schalkwijk, gemeente Houten. De Brink loopt in het rond en begint bij de Provincialeweg waar hij ook weer eindigt.
 Naast de Brink ligt ook voor een gedeelte de "Kerkweg".
Er bevinden zich aan de Brink diverse panden die een rijks- of gemeentelijk monument zijn zoals de eeuwenoude hervormde kerk.

## Fotogalerij

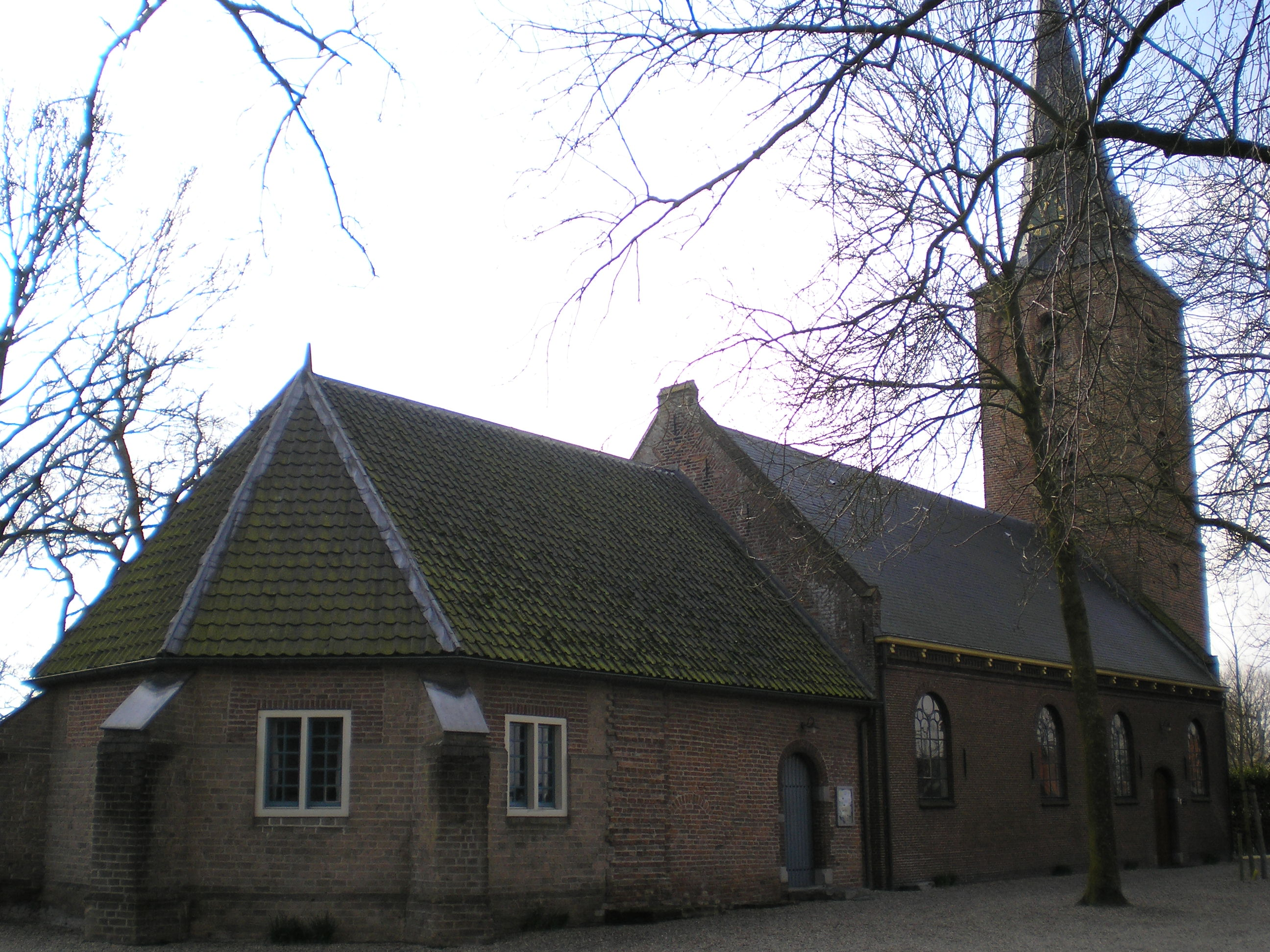
Nederlands Hervormde Kerk (1750) aan de Brink 10 te Schalkwijk
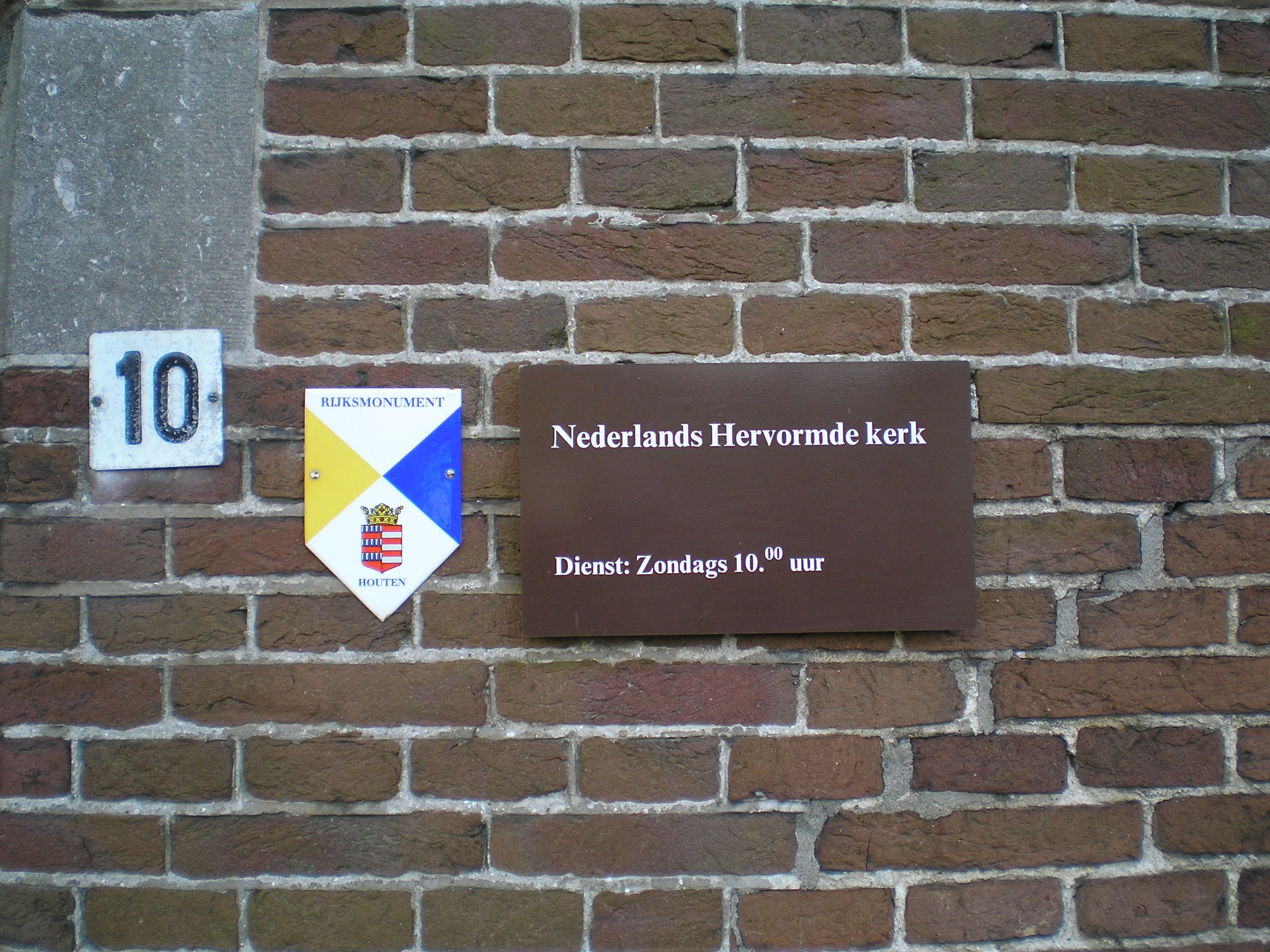
Bord rijksmonument Nederlands Hervormde Kerk te Schalkwijk
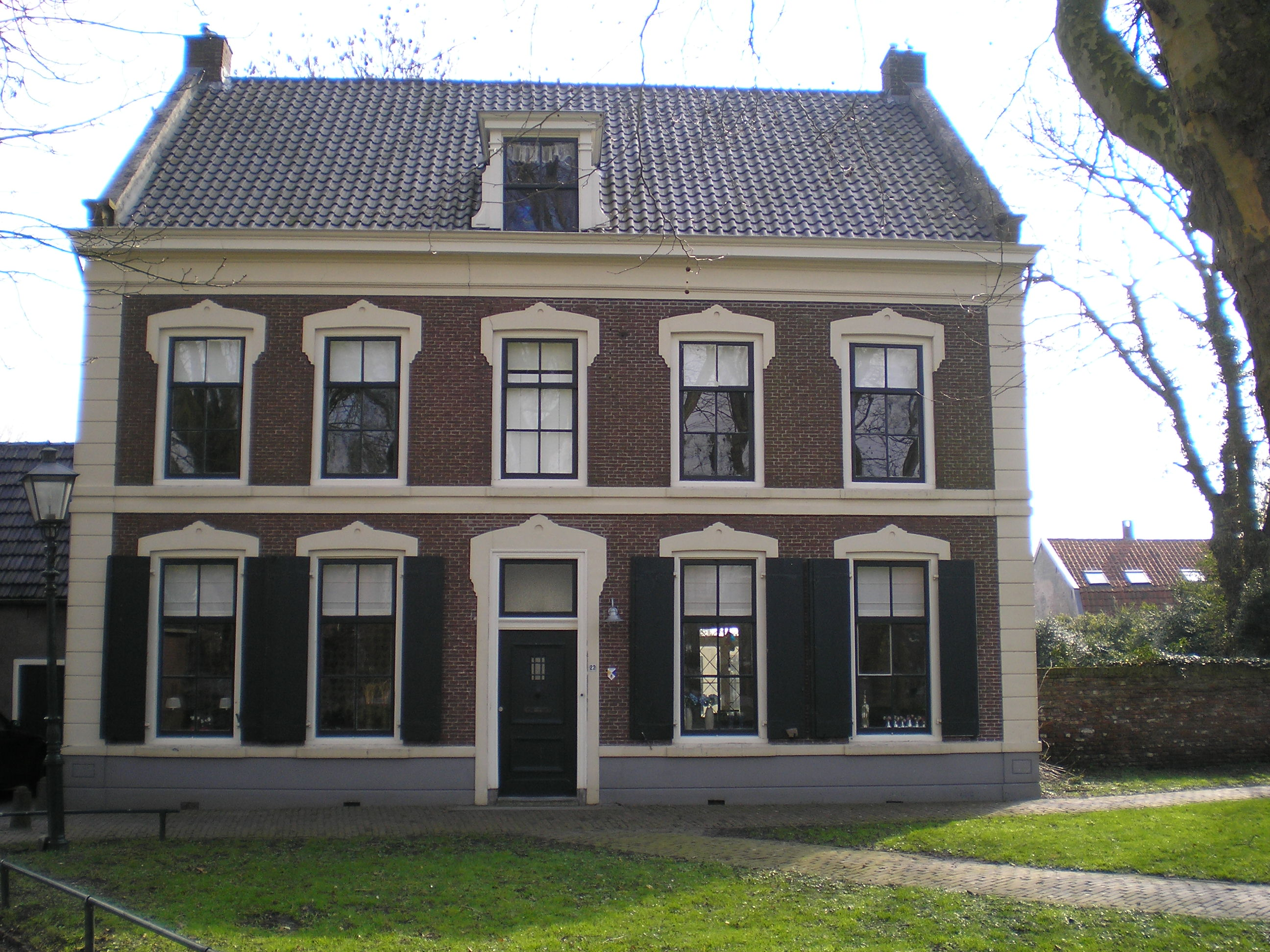
Monumentaal pand aan de Brink 22 te Schalkwijk
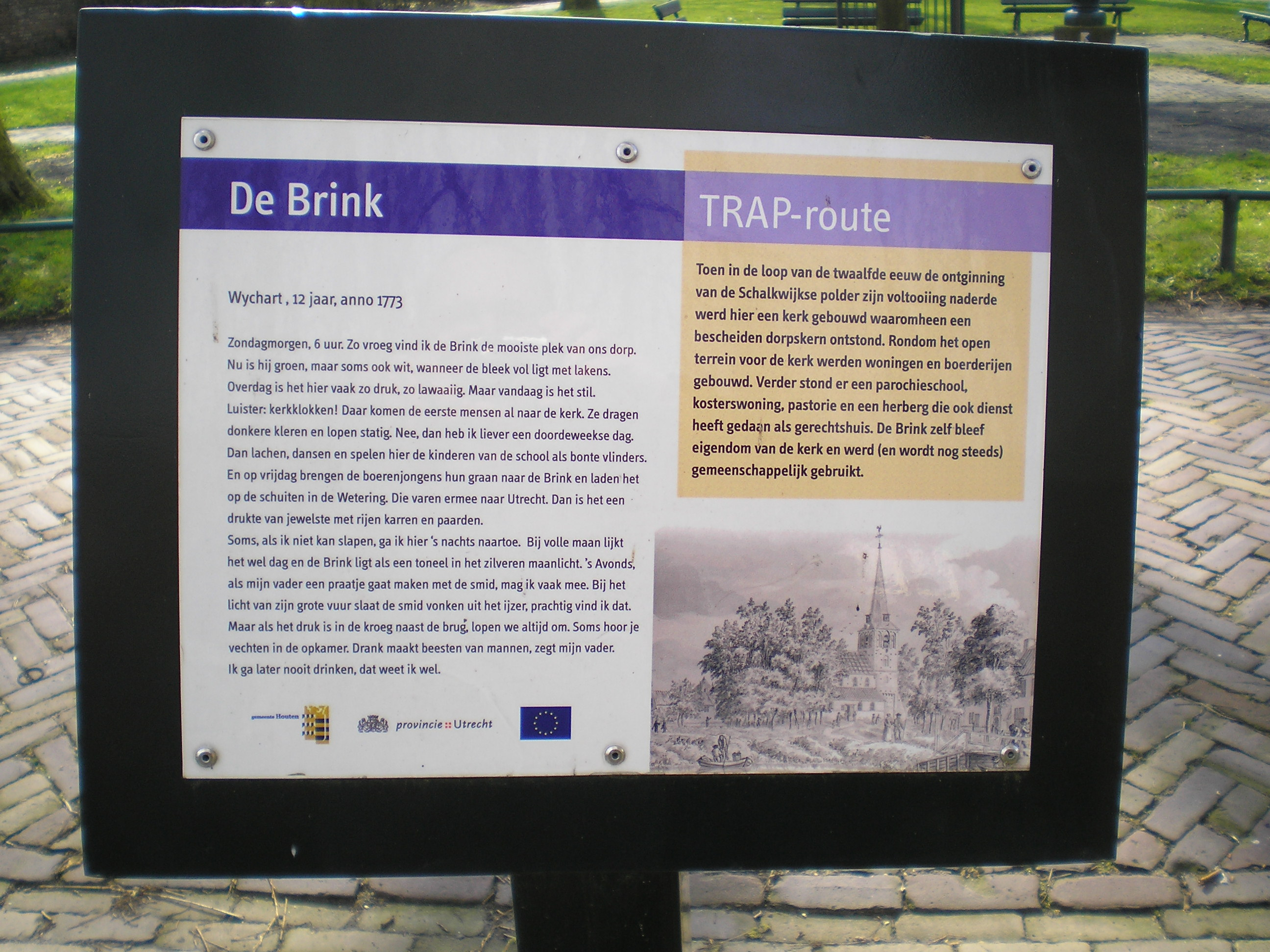
Informatiebord van gemeente Houten over de Brink te Schalkwijk
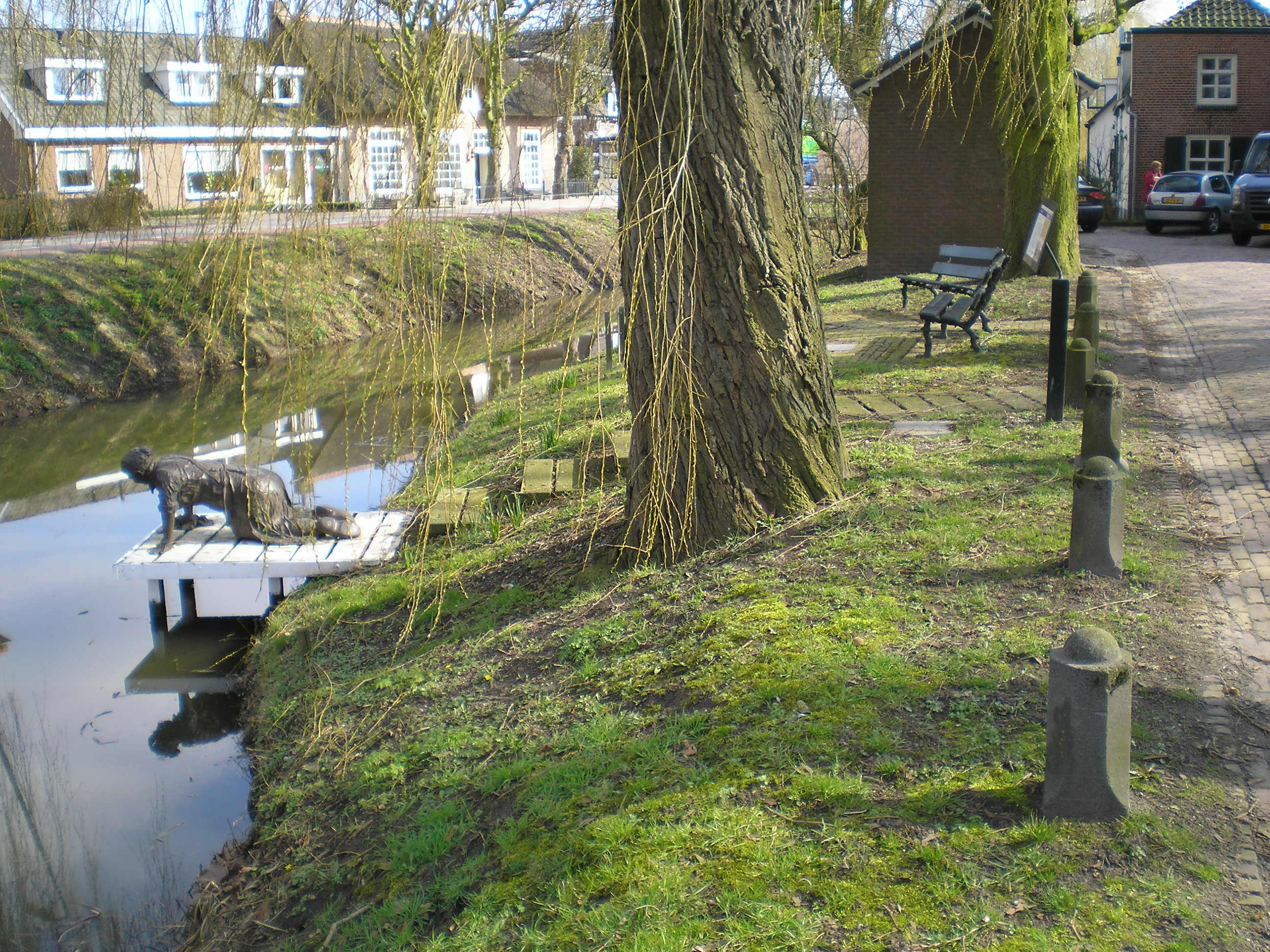
Bronzen beeld van een vrouw die de was doet aan het water bij de Brink te Schalkwijk
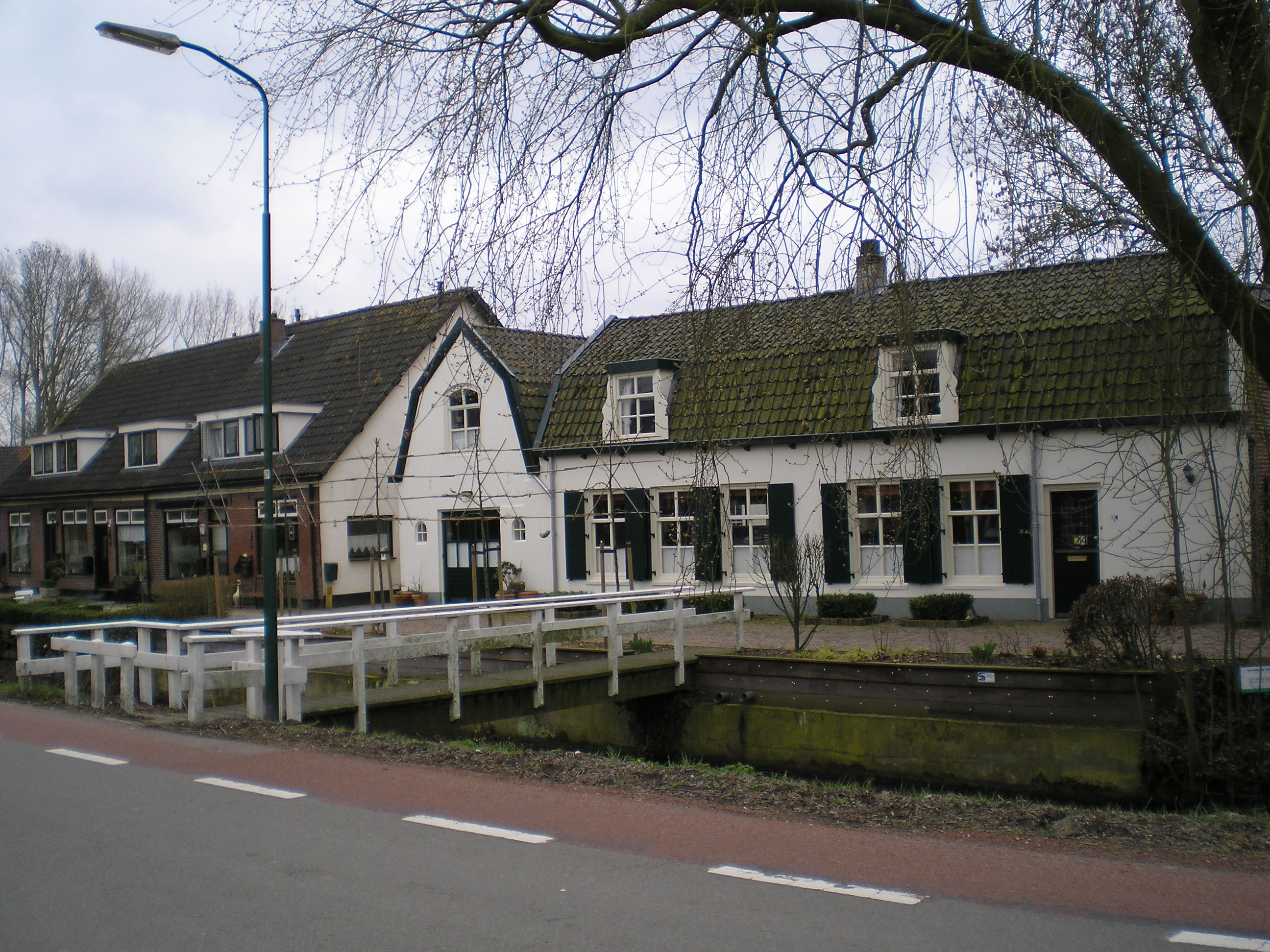
Monumentale huizen aan de Brink te Schalkwijk

Brink ·
Jonkheer Ramweg ·
Overeind ·
Provincialeweg